# Mosty (powiat lęborski)
Mosty (kaszb. Mostë) – wieś w Polsce, w województwie pomorskim, w powiecie lęborskim, w gminie Nowa Wieś Lęborska.
Miejscowość leży w pradolinie Łeby nad Łebą przy trasie kolejowej Szczecin-Gdynia. Bliskość miasta powiatowego nadaje miejscowości charakteru wschodniego przedmieścia Lęborka (połączenia komunikacji miejskiej ZKM Lębork). W Mostach zaczyna się południowa obwodnica drogowa Lęborka – droga krajowa 6 – oraz znajduje się przystanek kolejowy Lębork Mosty.
Do 2023 miejscowość była przysiółkiem wsi Lubowidz.
W latach 1975–1998 wieś administracyjnie należała do województwa słupskiego.

## Czarny punkt kolejowy
Przejazd kolejowo-drogowy w miejscowości Mosty jest uważany za czarny punkt. 28 kwietnia 2011 roku samochód ciężarowy wjechał pod pociąg relacji Katowice – Gdynia. Zginęły wówczas 2 osoby, a 25 osób zostało rannych. Dwa lata wcześniej na tym samym przejeździe doszło do zderzenia pociągu z cysterną przewożącą benzynę; nic się wówczas nikomu nie stało.
W grudniu 2011 roku na przejeździe w Mostach PKP PLK zamontowały 4 półrogatki, natomiast inwestycję związaną z monitoringiem i oświetleniem przejazdu pozostawiono w gestii samorządów (powiatu lęborskiego, miasta Lębork oraz gminy Nowa Wieś Lęborska).